# Vila Real
Vila Real (ˈvilɐ ʁiˈaɫ) è un comune portoghese di 49 571 abitanti (2021), situato nel distretto di Vila Real.
È una cittadina della regione di Tras-os-Montes a 420 metri di altitudine in posizione fra i vigneti della valle del Douro e le montagne, su un'altura alla confluenza dei fiumi Corgo e Cabril. Conserva un centro storico con numerose case e palazzetti dei secoli XVI-XVIII. È sede di Università. Fu fondata dal re don Dinis I nel 1289 e prosperò dedicandosi all'agricoltura sulle colline che l'attorniano. È al centro di una delle nove regioni demarcadas di produzione del vino denominata "Douro".

## Monumenti
- Cattedrale di San Domenico: cattedrale gotica in pietra del XV secolo.
- Chiesa dei Chierici: chiesa barocca del 1793 opera di Niccolò Nasoni, pittore e architetto toscano attivo in Portogallo nel XVIII secolo.
- Chiesa di San Pietro: altra chiesa barocca.
- Casa di Diogo Cão, navigatore portoghese del XV secolo.

## Monumenti civili
- Plaza de la vila. Del periodo di fondazione rimane il centro della vecchia pianta ippodamea della città, formato da un porticato di sapore medievale, nel quale si apprezzano fino a quattro tipi di arcate differenti.
- Murallas. Rimangono alcuni resti delle mura civiche, come i resti della facciata di quella che viene chiamata "casa de l'oli", e la "torre Motxa" (ricostruita nel 1424 e restaurata in profondità nel 1988), ultimi bastioni difensivi rimasti in città.
- Puente de Santa Quiteria Del secolo XIII, costruito per concessione del re Giacomo I d'Aragona da Pere Dahera, è il ponte sopra il fiume Mijares in prossimità della cappella di Santa Quiteria (quest'ultima appartenente alla vicina città di Almazora).
- Les Argamasses y Els Arquets. Interessante è l'insieme delle chiuse romane (secolo III) nei pressi della cappella della Virgen de Gracia, la cui parte meglio conservata è conosciuta come les Argamasses, sulla riva destra del fiume Mijares, e il piccolo acquedotto chiamato els Arquets nelle vicinanze del fiume Ana.
- Casa de l'oli. Originaria del secolo XV, con molte modifiche, è costruita sulle antiche mura. Conserva la cosiddetta "sala degli archi" d'innegabile impronta gotica. Attualmente ospita mostre temporanee d'arte e l'Archivio Storico Municipale.
- Casa de Polo. Casa di campagna, costruita dalla famiglia Polo di Bernabé nel secolo XIX, restaurata e acquisita dal Comune come patrimonio municipale. Attualmente è sede del Museo della Città, dedicato al celebre compositore e chitarrista Francisco Tárrega (1852-1909), allo scultore José Ortells (1887-1961) e ai pittori Gimeno Barón (1912-1978), Fernando Bosch (1908-1987) y José Gumbau (1907-1989).
- Gran Casino. Edificio del 1910, in stile neobarocco, reso famoso dalla mostra del 1910 e strettamente legato al Casino di Murcia del 1902. Nella piazza, spiccano anche gli edifici che ospitano il "Casino Carlista" e l'edificio della Cassa di Risparmio dei Villarreal occupato poi dalla "Cassa di Valencia", e ora sede dell'istituto finanziario Bancaja, così come l'antico palazzo della famiglia Mundina sulla strada principale, che oggi ospita l'Università Popolare Municipale.

## Dintorni

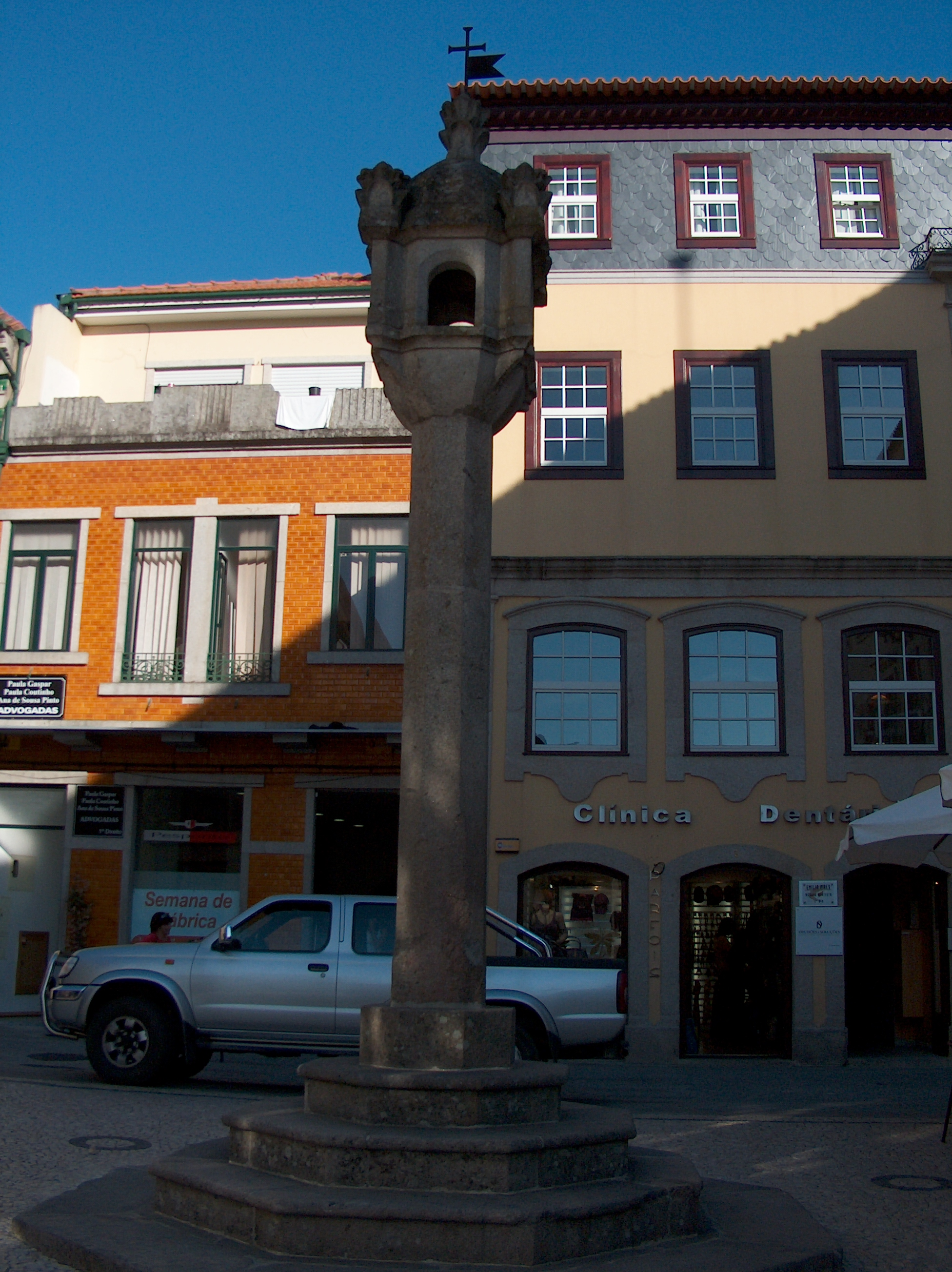
La gogna di Vila Real

- Palazzo di Mateus (Solar de Mateus), a 3,5 km è una delle più interessanti residenze nobili del nord: un palazzo barocco progettato dal Nasoni sorge al centro di una tenuta agricola con i vigneti di alvarelhao il vitigno usato per il noto vino rosé "Mateus".
- Parco naturale dell'Alvão (Parque Natural de Alvão), è uno dei numerosi parchi naturali del paese, situato nella regione montagnosa fra le serre di Marão e Alvão, caratterizzato da valli rocciose e cumuli granitici coperti da bassa vegetazione. L'area occupata è di 7220 ha.
- Peso da Regua, antico punto d'imbarco sulla riva sinistra del Douro e, in passato importante porto fluviale, è centro dell'attività vinicola e l'antica "Casa do Douro" è sede dell'Istituto del vino di Porto. Nell'alta valle del Douro i vigneti sono presenti sui versanti terrazzati fin dal secolo XVII e forniscono il Porto. In passato le botti del vino erano caricate sugli scali di Peso da Requa e della vicina Pinhao sui barcos barbelos, barche a vela che le portavano alle cantine di Vila Nova de Gaia, dove fino al 1986 per legge doveva avvenire l'imbottigliamento, obbligo poi non più prescritto.
- Sabrosa, nell'alta valle del Douro patria di Ferdinando Magellano (1480-1521), famoso navigatore portoghese.
- Gontães, è un'unione delle parrocchie di Pena, Quintã e Vila Cova.

## Società

### Evoluzione demografica
| Popolazione di Vila Real (1801 – 2021) | Popolazione di Vila Real (1801 – 2021) | Popolazione di Vila Real (1801 – 2021) | Popolazione di Vila Real (1801 – 2021) | Popolazione di Vila Real (1801 – 2021) | Popolazione di Vila Real (1801 – 2021) | Popolazione di Vila Real (1801 – 2021) | Popolazione di Vila Real (1801 – 2021) | Popolazione di Vila Real (1801 – 2021) | Popolazione di Vila Real (1801 – 2021) | Popolazione di Vila Real (1801 – 2021) |
| -------------------------------------- | -------------------------------------- | -------------------------------------- | -------------------------------------- | -------------------------------------- | -------------------------------------- | -------------------------------------- | -------------------------------------- | -------------------------------------- | -------------------------------------- | -------------------------------------- |
| 1801                                   | 1849                                   | 1900                                   | 1930                                   | 1960                                   | 1981                                   | 1991                                   | 2001                                   | 2004                                   | 2006                                   | 2021                                   |
| 37041                                  | 25329                                  | 35976                                  | 37951                                  | 47773                                  | 47020                                  | 46300                                  | 49957                                  | 50049                                  | 50423                                  | 49571                                  |

## Freguesias
| - Abaças - Adoufe - Andrães - Arroios - Borbela - Campeã - Constantim - Ermida - Folhadela - Guiães | - Justes - Lamares - Lamas de Olo - Lordelo - Mateus - Mondrões - Mouçós - Nogueira - Nossa Senhora da Conceição (Vila Real) - Parada de Cunhos | - Pena - Quintã - São Dinis (Vila Real) - São Pedro (Vila Real) - São Tomé do Castelo - Torgueda - Vale de Nogueiras - Vila Cova - Vila Marim - Vilarinho de Samardã |

## Amministrazione

### Gemellaggi
- Ourense (Spagna)
- Grasse (Francia)
- Osnabrück (Germania)
- Mende (Francia)
- Espinho (Portogallo)
- Oeiras (Portogallo)
- Portimão (Portogallo)